# Miroslav Blažević
Miroslav Ćiro Blažević (Dolac kod Travnika, 9. ili 10. veljače 1935. – Zagreb, 8. veljače 2023.) bio je počasni izbornik Hrvatskog nogometnog saveza, bosanskohercegovački i hrvatski nogometni stručnjak te trener. Vodio je hrvatsku nogometnu reprezentaciju na njezinu prvome svjetskom prvenstvu 1998. u Francuskoj gdje je osvojila treće mjesto. 
Osvojivši svjetsku broncu, sa 125. mjesta FIFA-ine ljestvice, na kojoj se reprezentacija nalazila 1994., doveo je Hrvatsku na treće mjesto, što je najveći i najbrži uspon na toj ljestvici ikada zabilježen, a time je Hrvatska postala najmlađa članica FIFA-e koja je ušla među deset najboljih reprezentacija svijeta.
Osim Hrvatske vrste, Blažević je bio izbornik još četiriju reprezentacija: Švicarske, Irana, Bosne i Hercegovine te Kineske olimpijske momčadi. Blažević je, prema osobnom priznanju, s trenerskom karijerom započeo vrlo rano jer je bio sasvim prosječan igrač. Igrao je u prvoj ligi u Lokomotivi, Sarajevu i Rijeci. Te 1959./60. trener mu je bio Luka Kaliterna. Njegova je trenerska karijera započela u Švicarskoj. Prvo mjesto trenera bilo je na čelu FC Vevey (od 1963. do 1967.), zatim je bio trener FC Siona (od 1967. do 1972.) u kojem je nekoć i sam igrao. Slijedi Lausanne-Sport (od 1973. do 1974.). Švicarsku nacionalnu vrstu vodio je od 1975. do 1976.

## Nogometna karijera
Godine 1979. Blažević se vraća u Hrvatsku, na čelo HNK Rijeke. Godine 1980. nakon osvajanja 10. mjesta u tadašnjoj jakoj jugoslavenskoj nogometnoj ligi Blažević preuzima vodstvo Dinama, jednog od četiri najjača tima  Jugoslavije (ostala tri bili su Crvena zvezda, Hajduk i Partizan). Nakon sasvim prosječne prve sezone (petog mjesta) 1982. godine Ćiro s Dinamom osvaja Prvenstvo Jugoslavije nakon 24 godine. Ovaj uspjeh imao je i političku dimenziju: Dinamov uspjeh i euforija koja je uslijedila ocjenjena je[tko?] katalizatorom hrvatskog nacionalizma, koji komunistički režim tadašnje Jugoslavije nije tolerirao.[nedostaje izvor]
Sljedeće godine Dinamo osvaja Kup maršala Tita i vodi dugačku bitku s Partizanom i Hajdukom u prvenstvu. Godine 1983. Partizan osvaja prvenstvo, a Blažević napušta Dinamo. Blažević je tvrdio da je bio primoran otići jer su mu prijetili uhićenjem kao jednom od vodećih hrvatskih nacionalista. Mnogi su[tko?] to nazvali samoreklamiranjem, jer Ćiro tada nije bio omiljen u nogometnim krugovima.
Blažević se vraća u Švicarsku i 1984. s Grasshopperom iz Zuricha osvaja Prvenstvo Švicarske. Nakon toga nakratko trenira grčki PAOK Solun (1985). Godine 1986. Ćiro se ponovno vraća u Jugoslaviju, ovog puta na Kosovo, preuzima FK Priština, s kojim postiže izvrsne rezultate, čime opet postaje narodnim herojem, ovog puta među kosovskim Albancima.[nedostaje izvor]
Iste godine postaje trenerom Dinama iz Zagreba, po drugi put. U tom razdoblju, s Dinamom ne pravi nikakav značajniji rezultat te 1988. napušta klub. Sljedeći klub mu je francuski Nantes, gdje je bio do 1990. godine. Ovo razdoblje ostat će zapamćeno po sumnjama u namještanje utakmica koje je rezultiralo odlaskom u zatvor visoko pozicioniranih nogometnih dužnosnika, primjerice Bernarda Tapiea.  
Devedesetih, s hrvatskom neovisnošću, Ćiro se pridružuje Hrvatskoj demokratskoj zajednici (HDZ), postaje velikim štovateljem predsjednika Franje Tuđmana i njegovim bliskim prijateljem. Po treći put postaje trenerom i predsjednikom Dinama (tada pod imenom NK Croatia). Godine 1993. osvaja prvenstvo Hrvatske, a 1994. kup Hrvatske. Nakon toga ponovno napušta svoj omiljeni klub zbog obveza vođenja hrvatske nacionalne vrste.
Pod Ćirinim vodstvom hrvatska reprezentacija igrala je svoje prve kvalifikacije za Prvenstvo Europe, osvojila prvo mjesto u grupi, ispred Italije i izravno se kvalificirala na Euro 96 u Engleskoj.
Hrvatska je prošla prvo kolo pobijedivši Tursku i tadašnje prvake, reprezentativce Danske, ali je izgubila od Portugala i suočila se u četvrtfinalu s Njemačkom. Njemačka je pobijedila s 2:1 i na kraju osvojila prvenstvo. Ćiro i reprezentativci Hrvatske optuživali su švedskog suca Leifa Sundella za pristranost u suđenju, tvrdeći da je sudio u korist Njemačke.
Velike stvari su tek bile pred Hrvatskom. U kvalifikacijama za Svjetsko prvenstvo u Francuskoj, Hrvatska reprezentacija je osvojila drugo mjesto u grupi, odmah iza Danske.
Godine 1998. reprezentacija Hrvatske bila je sastavljena od igrača koji su igrali po europskim klubovima, kao npr. Zvonimir Boban, Davor Šuker, Slaven Bilić, a Ćiro ih je odlično vodio. U Francuskoj su postigli najveću senzaciju Svjetskog prvenstva osvojivši treće mjesto. U poluzavršnici Hrvatska je izgubila od domaćina Francuske (1:2). Za treće mjesto igrala je s Nizozemskom (2:1). Ćiro je ponovno postao nacionalnim herojem. I proglašen je najboljim trenerom Svjetskog prvenstva. Također, fotografija na kojoj Ćiro drži kapu teško ozlijeđenog francuskog žandara, Daniela Nivela, kojeg su prije znamenite utakmice između Hrvatske i Njemačke pretukli njemački huligani, postala je jedan od simbola prvenstva.
Ostali dio njegova vremena provedenog na mjestu izbornika reprezentacije nije bio tako uspješan. Hrvatska se nije uspjela plasirati na Euro 2000, zauzela je treće mjesto u grupi, iza Jugoslavije i Irske. Ćiro je ostao na mjestu izbornika i započeo gradnju novog tima, s mladim igračima za Svjetsko prvenstvo 2002. Međutim, nakon samo dvije odigrane kvalifikacijske utakmice, Ćiro je prisiljen na ostavku u jesen 2000. godine.
Zahvaljujući postignutom uspjehu iz 1998. Ćiro prihvaća ponudu iranskog nacionalnog tima. Nakon što se Iran ne uspijeva kvalificirati za Svjetsko prvenstvo 2002, Ćiro se vraća u Hrvatsku. Prvo spašava NK Osijek od ispadanja, a zatim ponovno vodi Dinamo. U svom četvrtom vođenju Dinama, klub osvaja Hrvatsko prvenstvo 2003., ali iste godine Ćiro ga napušta nakon sukoba sa starim prijateljem, Zdravkom Mamićem, dopredsjednikom Dinama.
Nakon toga Ćiro nekoliko mjeseci vodi slovensku Muru, a zatim Varteks, s kojim ostaje do kraj sezone. Tada objavljuje da će trenirati Hajduk iz Splita u sezoni 2005./2006.
Desetljećima je Ćiro izražavao želju trenirati splitskog Hajduka, ali mnogi navijači su izražavali sumnju jer je stari suparnik Dinamov. Pa ipak, Ćirin dolazak u Hajduk 2005. godine podijelio je navijače kluba, s dijelom onih koji su u Ćiri vidjeli čudotvorca koji klubu može vratiti staru slavu. Očekivanja nisu ispunjena pod Ćirinim vodstvom, a ni pod vodstvom sljedećih trenera te sezone. Počeo je osvajanjem Superkupa protiv Rijeke. Odmah je neslavno izbačen iz europskog natjecanja (Debreceni VSC 0:3, 0:5), a nakon još nekoliko kola u 1. HNL, 18. rujna Ćiro je napustio klub. 
Nakon Hajduka vratio se u Švicarsku gdje je njegov povratak bio dočekan s oduševljenjem. Vodio je Xamaxa koji se borio za ostanak u ligi. Iako ga je Ćiro podigao s posljednjeg mjesta i uspio dovesti do nekoliko velikih pobjeda protiv FC Basela i Züricha, poraženi su u dodatnim kvalifikacijama od Siona, te ispali iz lige. Svejedno, tamo Blaževića i dalje pamte kao vrlo dobrog trenera.
Vratio se opet u Hrvatsku, ovaj put u NK Zagreb, s čijom mladom momčadi u svojoj prvoj sezoni bilježi izvanredne rezultate, no u Europi ispada iz Intertoto kupa već na prvoj prepreci (albanske Vllaznia). Nakon odlaska Vrdoljaka i Mandžukića Zagreb kreće s nešto slabijim igrama, ali Ćiro svejedno uživa veliko povjerenje predsjednika kluba do kraja sezone koju završava na šestom mjestu. Oprašta se pobjedom protiv Hajduka i napušta trenersku klupu kluba.
Miroslav Blažević jedini je u povijesti tri puta dobio Državnu nagradu za šport "Franjo Bučar":
- 1998.: godišnja nagrada za pojedince
- 1998.: godišnja nagrada za momčadi kao član reprezentacije
- 2007.: nagrada za životno djelo

Skupština Hrvatskog nogometnog saveza na sjednici 22. prosinca 2021. godine dodijelila mu je titulu počasnog izbornika.

## Uspjesi
- 1974. sa Sionom: Švicarski kup
- 1982. s Dinamom: prvenstvo Jugoslavije
- 1983. s Dinamom: Kup Jugoslavije
- 1984. s Grasshopperom: prvenstvo Švicarske
- 1993. s Dinamom: prvenstvo Hrvatske
- 1994. s Dinamom: Hrvatski kup
- 1996. s Hrvatskom reprezentacijom: ulazak u četvrtzavršnicu na Europskom prvenstvu
- 1998. s Hrvatskom reprezentacijom: treće mjesto na Svjetskom prvenstvu
- 2003. s Dinamom: prvenstvo Hrvatske
- 2005. s Hajdukom: hrvatski Superkup

## Nadimak Ćiro
Prema vlastitoj izjavi nadimak "Ćiro" je dobio po lutku iz predstave nekog trbuhozborca. To se njemu ni njegovim roditeljima nije sviđalo jer je to ime imalo i neko pogrdno značenje. Njegova majka se svakodnevno molila da ga prestanu tako zvati. Odlaskom u Dinamo Zagreb taj nadimak je nakratko zaboravljen. Tamo je dobio nadimak "Blaž". Međutim ubrzo ga na terenu prepoznaju neki Travničani i počinju mu skandirati, pa je "Blaž" opet postao "Ćiro".

## Političke ambicije
Ćiro je bio član HDZ-a u doba predsjednika Tuđmana. S novim HDZ-om pod vodstvom Ive Sanadera Ćiro nije bio zadovoljan. Stoga je odlučio kandidirati se na predsjedničkim izborima kao neovisni kandidat. 
Izborna predviđanja su pokazivala da je naklonost birača Ćiri 1-2 %, međutim, u konačnici Ćiro je osvojio 17.847 glasova (0,80 %) i eliminiran je već u prvom izbornom krugu.

## Smrt
Miroslav Blažević umro je nakon duge i teške bolesti od karcinoma, 8. veljače 2023. godine u 88. godini života. Pokopan je 15. veljače 2023. godine u Aleji velikana na zagrebačkome groblju Mirogoju.

## Galerija
- Ćiro Blažević na svakodnevnom poslu.
- Na stadionu Krimeja u Rijeci, 2009.
- Na stadionu Krimeja u Rijeci, 2009.

## Vanjske poveznice
- Razgovor s Miroslavom Blaževićem, serijal (Ne)uspjeh prvaka s Mariom Stanićem, 11. 8. 2023. (YouTube)